# Teitur Örn Einarsson
Teitur Örn Einarsson (Selfoss, 23 de septiembre de 1998) es un jugador de balonmano islandés que juega de lateral derecho en el VfL Gummersbach. Es internacional con la selección de balonmano de Islandia, con la que debutó el 5 de abril de 2018, en un amistoso frente a la selección de balonmano de Noruega.
Su primer gran campeonato con la selección fue el Campeonato Mundial de Balonmano Masculino de 2019.

## Palmarés

### Flensburg
- Liga Europea de la EHF (1): 2024

## Clubes
- UMF Selfoss (2015-2018)
- IFK Kristianstad (2018-2021)[3]
- SG Flensburg-Handewitt (2021-2024)
- VfL Gummersbach (2024- )